# Cuba (Kansas)
Cuba es una ciudad ubicada en el de condado de Republic en el estado estadounidense de Kansas. En el año 2010 tenía una población de 156 habitantes y una densidad poblacional de 195 personas por km².

## Geografía
Cuba se encuentra ubicada en las coordenadas 39°48′8″N 97°27′26″O / 39.80222, -97.45722 (39.802222, -97.457128).

## Demografía
Según la Oficina del Censo en 2000 los ingresos medios por hogar en la localidad eran de $28,333 y los ingresos medios por familia eran $37,292. Los hombres tenían unos ingresos medios de $24,375 frente a los $17,857 para las mujeres. La renta per cápita para la localidad era de $17,103. Alrededor del 6.8% de la población estaban por debajo del umbral de pobreza.